# Figularia fissa
Figularia fissa är en mossdjursart som först beskrevs av Walter Douglas Hincks 1880.  Figularia fissa ingår i släktet Figularia och familjen Cribrilinidae. Inga underarter finns listade i Catalogue of Life.